# Solanum dolosum
Solanum dolosum är en potatisväxtart som beskrevs av Sandra Diane Knapp. Solanum dolosum ingår i släktet skattor som ingår i familjen potatisväxter. Inga underarter finns listade i Catalogue of Life.